# Nationaal park Söderåsen
Nationaal park Söderåsen (Zweeds: Söderåsens Nationalpark) is een heuvelrug in het noordwesten van de Zweedse provincie Skåne län. In Söderåsen ligt het hoogste punt van Skåne län. Dit punt ligt op 212 meter boven de zeespiegel. Söderåsen loopt van Röstånga in het zuidoosten tot Åstorp in het noordwesten. Het hoogst gelegen kerkdorp van Skåne län, Stenestad, ligt ook in het gebied. Dit dorp ligt op een hoogte van 180 meter boven de zeespiegel.
In 2001 werd het het nationaal park Söderåsen opgericht. Dit park heeft een oppervlakte van 16 km² en ligt in de gemeentes Klippan en Svalöv. De heuvels in dit park hebben tot 90 meter diepe ravijnen. Het hoogste punt (tevens uitzichtpunt) van het nationaal park is Kopparhatten.
Abisko · Ängsö · Åsnen · Björnlandet · Blå Jungfrun · Dalby Söderskog · Djurö · Färnebofjärden · Fulufjället · Garphyttan · Gotska Sandön · Hamra · Haparanda Skärgård · Kosterhavet · Muddus/Muttos · Norra Kvill · Padjelanta/Badjelánnda · Pieljekaise · Sånfjället · Sarek · Skuleskogen · Söderåsen · Stenshuvud · Stora Sjöfallet/Stuor Muorkke · Store Mosse · Tiveden · Töfsingdalen · Tresticklan · Tyresta · Vadvetjåkka